# آثار هخامنشی قره قلات
آثار هخامنشی قره قلات مربوط به دوره هخامنشی است و در شهرستان مرودشت، سمت شرقی و خارج باغ‌های سیدان واقع شده و این اثر در تاریخ ۱۰ آذر ۱۳۵۴ با شمارهٔ ثبت ۱۱۹۷ به‌عنوان یکی از آثار ملی ایران به ثبت رسیده است.